# エドワード・ブラード
サー・エドワード・クリスプ・ブラード（Sir Edward "Teddy" Crisp Bullard, 1907年9月21日 - 1980年4月3日）は、イギリスの地球物理学者である。地磁気の研究に貢献した。

## 生涯
ノリッジの豊な醸造業の家に生まれた。ケンブリッジのクレアカレッジで自然科学を学び、キャヴェンディッシュ研究所でアーネスト・ラザフォードのもとで1930年代に核物理学で博士号を得た。大不況の時代で原子核物理学の分野で職をえるのは困難であったため、地球物理学に転じた。1941年王立協会フェロー選出。
第2次世界大戦中は、船舶を磁気機雷から守るための技術の開発を行った。1948年から1950年の間はトロント大学で働き、1950年から1955年の間はイギリス国立物理学研究所で働いた。1953年にナイトの爵位を得た。1955年にケンブリッジ大学に戻り、1964年にはバラードのための教授職が設けられた。
地球の地殻や内部の構造、地球内部の熱放射の歴史の研究を行い、ダイナモ理論に基づく地磁気の研究などで貢献した。

## 受賞歴
- 1953年 - ヒューズ・メダル（王立協会）
- 1959年 - アーサー・L・デイ・メダル（アメリカ地質学会）
- 1965年 - 王立天文学会ゴールドメダル（王立天文学会）
- 1965年 - アレキザンダー・アガシー・メダル（全米科学アカデミー）
- 1967年 - ウォラストン・メダル（ロンドン地質学会）
- 1967年 - ベーカリアン・メダル（王立協会）
- 1975年 - ウィリアム・ボウイ・メダル（アメリカ地球物理学連合）
- 1975年 - ロイヤル・メダル（王立協会）